# Edwin Alfred Dawes
Edwin A. Dawes (* 6. Juli 1925; † 3. März 2023) war ein schottischer Biochemiker und Zauberhistoriker.

## Leben
Von Haus aus war Dawes promovierter Biochemiker, der bis zu seiner Pensionierung 1990 die Abteilung für Biochemie an der  Universität Hull leitete. Nebenher war er ein anerkannter Historiker, der seit 1950 die Zaubergeschichte aufarbeitete. Dazu unterhielt er von 1972 bis 2020 eine regelmäßige Kolumne im Organ des The Magic Circle, The Magic Circular.

## Veröffentlichungen
Zauberkunst
- Great Illusionists (1979), ISBN 978-0-7153-7773-4
- The Barrister In The Circle (1983)
- The Book of Magic (1986), Dawes and Arthur Setterington
- Charles Bertram: The Court Conjurer (1997)
- Stodare: The Enigma Variations (1998)
- Stanley Collins: Conjurer Collector and Iconoclast (2002)
- The Great Lyle (2005)
- David Nixon: Entertainer with the Magic Touch (2009) ISBN 978-1-906600-44-0
- Henri Robin: Expositor of science & magic (1990)
- Encyclopedia of Magic  (1986)
- Making Magic  (1992)
- The Magic of Britain (1994)
- Circle without End (mit Michael Bailey), (2005) ISBN 978-0-9546484-9-7

Biochemie
- Quantitative Problems in Biochemistry (1980)
- Microbial Energetics (Tertiary level biology) (1985)